# Xenofrea nana
Xenofrea nana là một loài bọ cánh cứng trong họ Cerambycidae.